# Vasile Sălăgean
Vasile Sălăgean (n. 11 august 1951) a fost un deputat român în legislatura 1990-1992, ales în județul Cluj pe listele partidului FSN. Vasile Sălăgean a fost deputat în perioada în perioada 18 iunie 1990 - 19 decembrie 1991, când a demisionat. Vasile Sălăgean a fost înlocuit de deputatul Alexandru Ceapoi. În cadrul activității sale parlamentare, Vasile Sălăgean a fost membru în grupurile parlamentare de prietenie cu Republica Populară Chineză, URSS, Regatul Unit al Marii Britanii și Irlandei de Nord, Republica Italiană și Regatul Spaniei.